# Трески (деревня)
Тре́ски (эст. Treski), ранее Су́ур-Тре́ски (эст. Suur-Treski), на местном диалекте также Тре́стке, Тре́ске (Trestke ~ Treske), в народе также Су́уры-Тре́ски, Су́ур-Тр́естке (Suurõ-Treski ~ Suur-Trestke) — деревня в волости Сетомаа уезда Вырумаа, Эстония. Относится к нулку Полода.
До административной реформы местных самоуправлений Эстонии 2017 года входила в состав волости Вярска уезда Пылвамаа.

## География и описание
Расположена на юго-востоке Эстонии, в 15 километрах от Псковского озера. Расстояние от деревни до уездного центра — города Выру — 34 километра, до волостного центра — посёлка Вярска — 4 километра. Высота над уровнем моря — 58 метров.
Климат переходный от морского к континентальному. Официальный язык — эстонский. Почтовый индекс — 640267.

## Население
По данным переписи населения 2021 года, в Трески проживали 64 человека, из них 62 (96,9 %) — эстонцы.
По состоянию на 1 января 2020 года в деревне насчитывалось 82 жителя, из них 44 мужчины и 38 женщин; детей в возрасте до 14 лет включительно — 4, лиц пенсионного возраста (65 лет и старше) — 24.
По данным переписи населения 2011 года, в деревне проживали 70 человек, все — эстонцы (сету в перечне национальностей выделены не были).
Численность населения деревни Трески:
| Год  | 1959 | 1970 | 1979  | 1989  | 2000 | 2011 | 2017 | 2018 | 2019 | 2020 | 2021 |
| ---- | ---- | ---- | ----- | ----- | ---- | ---- | ---- | ---- | ---- | ---- | ---- |
| Чел. | 95   | ↘ 88 | ↗ 161 | ↘ 134 | ↘ 95 | ↘ 70 | ↗ 98 | ↘ 87 | ↘ 85 | ↘ 82 | ↘ 64 |

## История
В письменных источниках 1563 и 1585 годов упоминается Тростенка, 1652 года — Тростянка, въ приказѣ Тростянскомъ, 1882 года — Большая Тростянка, Большое Тростино, 1885 года — Trostka, 1886 года — Treeski, Trestki, Трeстянка, 1903 года — Treeske, Treski, 1904 года — Suurõ-Treeski, Suurõ-Trestki, Больша́я Тростя́нка, 1923 года — Suure-Treski, 1996 года — Suurõ-Treski.
На военно-топографических картах Российской империи (1846–1912 годы), в состав которой входила Лифляндская губерния, деревня обозначена как Тростянка.
В XVII веке деревня относилась к приказу Псково-Печорского монастыря, в XIX веке — к общине Малое Тростно (эст. Väike-Rõsna kogukond) и Верхоустьинскому приходу (эст. Värska kogudus).
До подписания 2 февраля 1920 года Тартуского мирного договора деревня входила в состав Слободской волости Псковского уезда Псковской губернии РСФСР.
Трески состоит из двух частей: Сууры-Трески на юге и Вяйко-Трески (Ма́лая Тростя́нка, в 1563 году упомянута как Малые Тросники) на севере, которые были объединены в одну деревню в 1977 году, в период кампании по укрупнению деревень.
Деревня Трески является родиной песенной матери (эст. lauluema) Акулийны Пихла (Akuliina Pihla, 1908—1984). Её дочь, Айно Нярап (Aino Närap), также известная в Вырумаа песельница.

## Достопримечательности
В деревне находится часовня (на диалекте сету — цяссон) Трески. Внесена в Государственный регистр памятников культуры Эстонии как объект исторического значения и памятник религиозным обрядам деревенской общины. Часовня посвящена Иоанну Крестителю, праздник которого здесь отмечают 7 июля (24 июля по старому стилю). Это маленькое деревянное строение с двускатной крышей.
В деревне есть необычное место для проведения концертов и праздников — «Сарай Трески» (Трески Кюйн). Это простое деревянное крытое строение с небольшой эстрадой. В «Сарае» выступают самые разные артисты и музыкальные коллективы. Первый концерт в нём состоялся 21 августа 2015 года.

## Происхождение топонима
Русское слово ′тростянка′ может означать «камыш», птицу из отряда воробьиных или вид «лягушки». Топоним можно также сравнить со словами ′треска́′, ′треск′, ′тростни́к′. Последнее сравнение является наиболее правдоподобным. В России и Украине ′Тростянка′ — широко распространённое название поселений и рек.

## Галерея

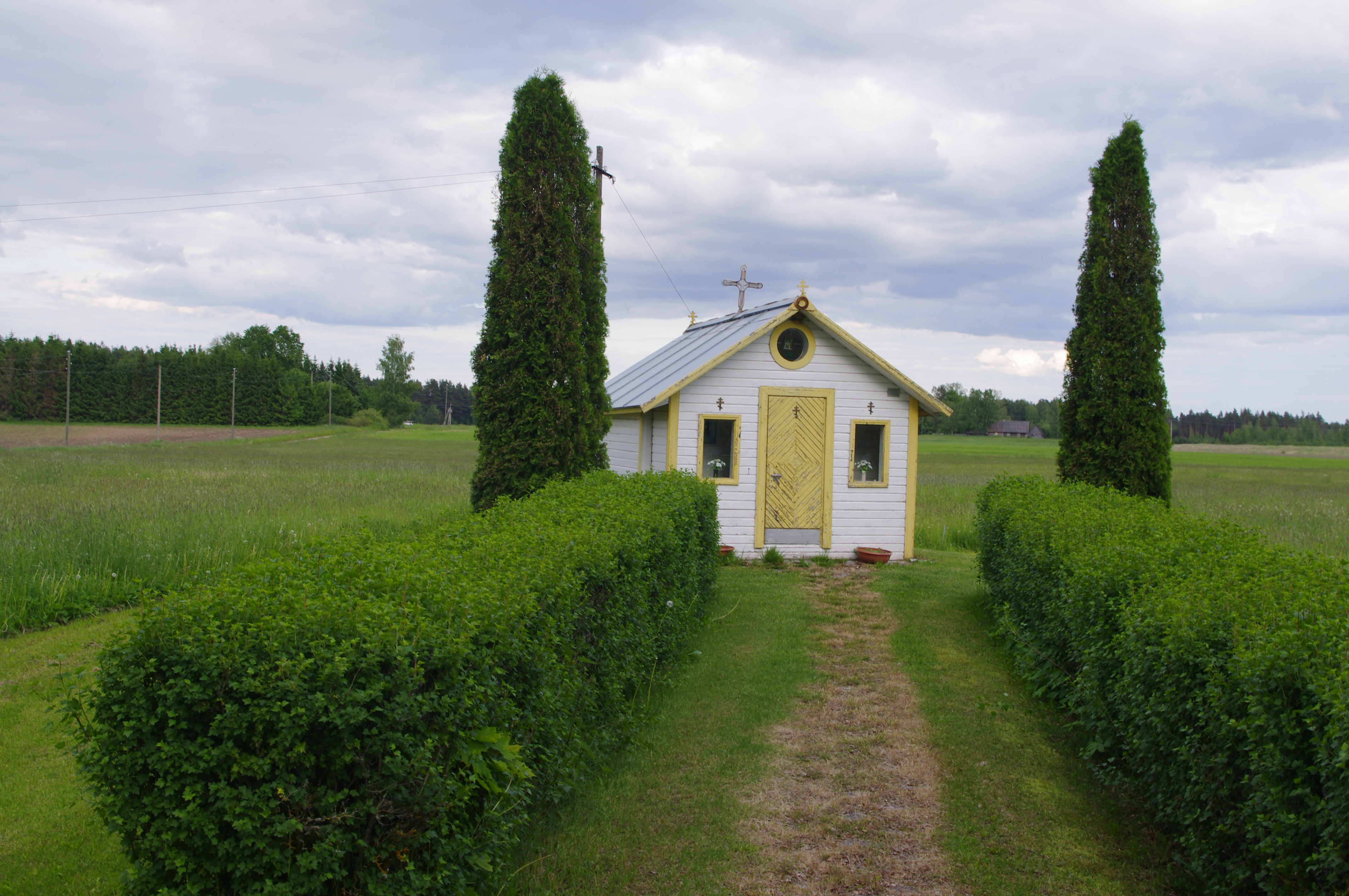
Часовня Трески
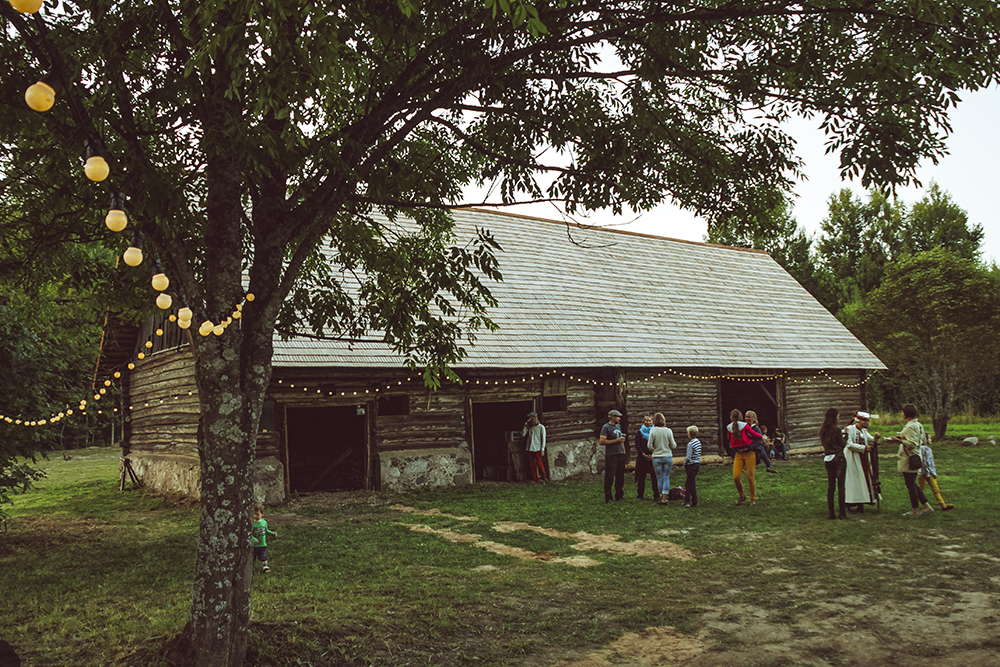
Праздничный день в Трески
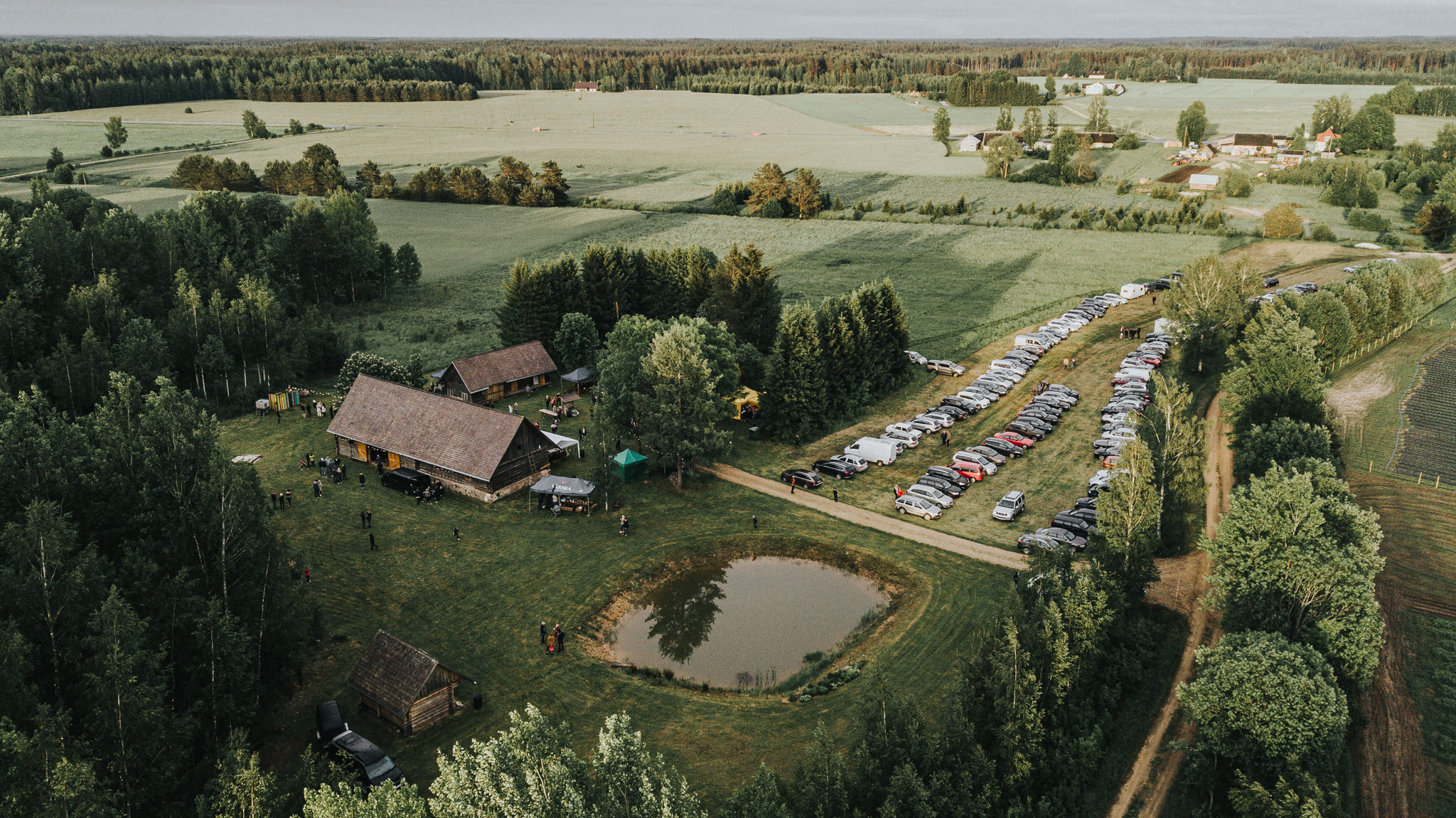
Вид с воздуха на Трески и «Сарай Трески» в день концерта
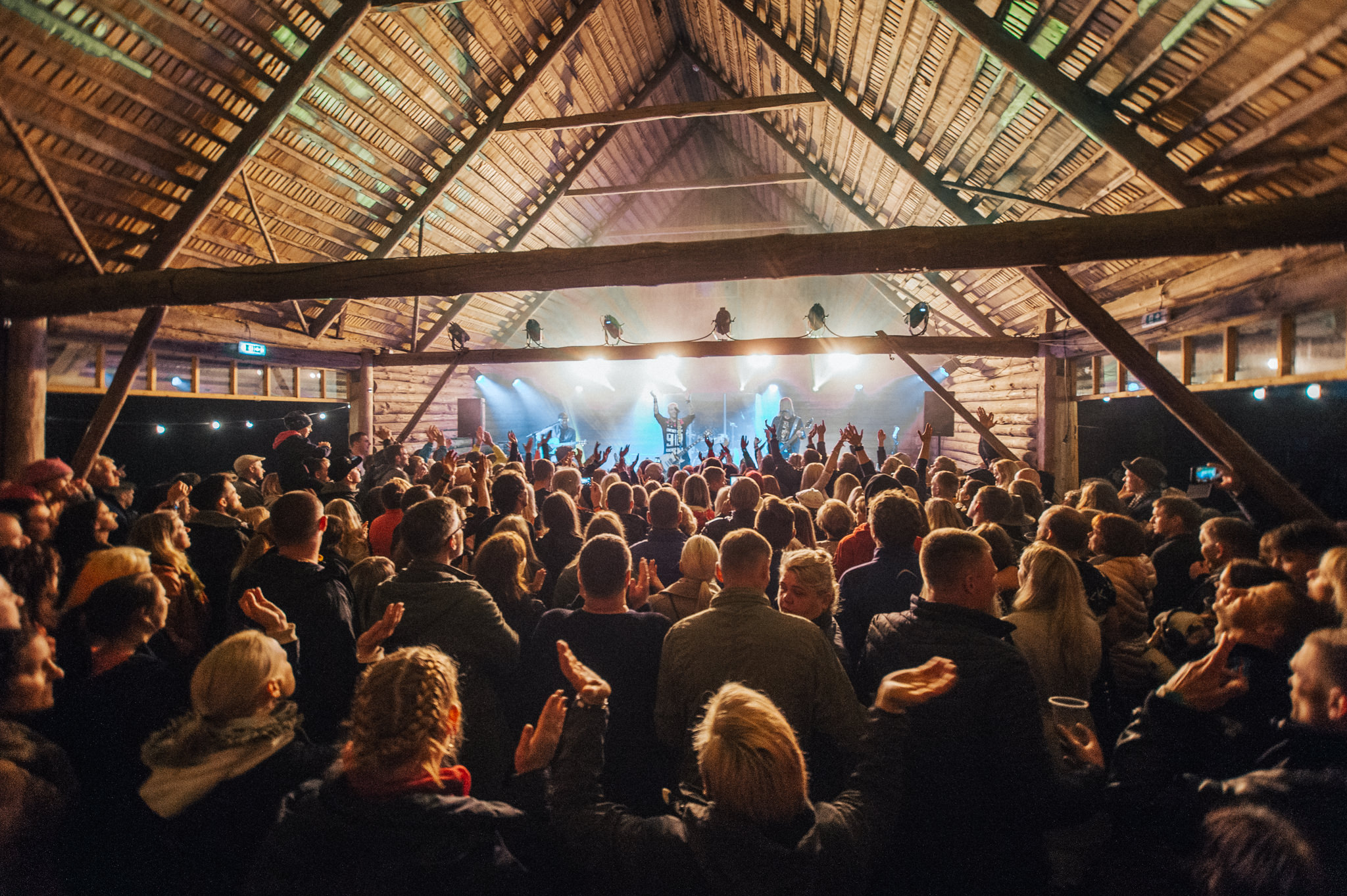
Концерт в «Сарае Трески» 31 мая 2019 года

## Комментарии
1. ↑  Эстонские топонимы, оканчивающиеся на -а, не склоняются и не имеют женского рода (исключение — Нарва)[8].